# Chlaenius kindermanni
Chlaenius kindermanni is een keversoort uit de familie van de loopkevers (Carabidae). De wetenschappelijke naam van de soort is voor het eerst geldig gepubliceerd in 1856 door Maximilien de Chaudoir.